# Saison 2 de Covert Affairs
Chronologie
Saison 1 Saison 3
Cet article présente le guide des épisodes de la deuxième saison de la série télévisée américaine Covert Affairs.

## Généralités
- Cette deuxième saison[1] est composée de 16 épisodes.
- Les titres originaux sont des titres de chansons du groupe R.E.M..

## Synopsis
Une jeune stagiaire polyglotte de la CIA, Annie Walker, est subitement promue. Alors qu'elle pense le devoir à ses capacités linguistiques, la véritable raison semble être pour la CIA d'attirer et de capturer Ben, l'homme qui lui a brisé le cœur et dont elle ignore tout. Pour l'aider dans ses nouvelles fonctions, elle est épaulée par August « Auggie » Anderson, un officier de la CIA ayant perdu la vue en Irak et de Jai Willcox, fils d'un ancien ponte de la CIA, mais si elle peut avoir confiance en Auggie en est-il de même pour Jai ...

## Distribution de la saison

### Acteurs principaux
- Piper Perabo (VF : Adeline Moreau) : Anne-Catherine « Annie » Walker
- Christopher Gorham (VF : Jean-François Cros) : August « Auggie » Anderson
- Kari Matchett (VF : Juliette Degenne) : Joan Campbell
- Anne Dudek (VF : Laura Blanc) : Danielle Brooks
- Sendhil Ramamurthy (VF : Stéphane Fourreau) : Jai Wilcox

### Acteurs récurrents et invités
- Peter Gallagher (VF : Patrick Borg) : Arthur Campbell
- Gregory Itzin (VF : Bernard Alane) : Henry Wilcox
- Eion Bailey (VF : Éric Aubrahn) : Ben Mercer
- Evan Sabba (VF : Didier Cherbuy) : Michael Brooks, mari de Danielle
- Avigail Humphreys : Chloe Brooks, nièce d'Annie
- Michael Therriault (en) (VF : Yann Peira) : Andrew Holland (épisodes 1, 9 et 14)
- Ben Lawson (VF : Vincent Ropion) : Dr Scott Weiss, un physicien[2] (épisodes 3, 8 et 10)
- Rena Sofer (VF : Sybille Tureau) : Geena, ex-femme d'Arthur[2] (épisodes 3 et 16)
- Oded Fehr (VF : Joël Zaffarano) : Eyal Lavin, agent du Mossad[3] (épisodes 2 et 13)
- Noam Jenkins (VF : Bruno Choel) : Vincent Rossabi (épisodes 7 et 13)
- Emmanuelle Vaugier (VF : Marion Dumas) : Liza Hearn (épisode 8)
- Dylan Taylor (en) (VF : William Coryn) : Eric Barber (épisodes 9 et 14)
- Mark Moses : Will[4] (épisode 5)
- Rebecca Mader : Franka[5] (épisode 7)
- Jaimie Alexander : Reva Kline[6] (épisodes 5 et 6)
- Peter Stormare : Max Kupala[6] (épisode 6)
- David Andrews : Steve Barr[7] (épisode 10)
- Santiago Cabrera : Xabier Etxarte[8] (épisode 11)
- Devin Kelley (VF : Barbara Tissier) : Parker Rowland[9] (épisodes 12, 13 et 15)
- Nina Kronjäger (de) : Elsa von Hagen / Petra Müller[10] (épisode 12)

## Épisodes

### Épisode 1:Comme au premier jour
- États-Unis : 7 juin 2011 sur USA Network[11]
- Québec : 27 août 2012 sur AddikTV[12]
- Belgique : 30 mai 2014 sur RTL-TVI
- France : sur TF1

- États-Unis : 4,56 millions de téléspectateurs[13]

- Marija Karan (Nadia Levandi)
- James McGowan (Alo Morozov)

### Épisode 2:Mon pays et Paris
- États-Unis : 14 juin 2011 sur USA Network
- Québec : 3 septembre 2012 sur AddikTV
- Belgique : 30 mai 2014 sur RTL-TVI

- États-Unis : 3,92 millions de téléspectateurs[14]

- Héléna Soubeyrand (Salma Devrient)

### Épisode 3:Tirer n'est pas jouer
- États-Unis : 21 juin 2011 sur USA Network
- Québec : 10 septembre 2012 sur AddikTV
- Belgique : 6 juin 2014 sur RTL-TVI

- États-Unis : 4,03 millions de téléspectateurs[15]

- Ben Lawson (Dr. Scott Weiss)
- Rena Sofer (Geena)
- Tim Guinee (Roy Gaskin)
- Sebastian Pigott (Corey)
- Zachary Bennett (Gideon Phillips)
- Tamara Hope (Emerson)
- Athena Karkanis (Shireen)

### Épisode 4:Évasion à l'italienne
- États-Unis : 28 juin 2011 sur USA Network
- Québec : 17 septembre 2012 sur AddikTV
- Belgique : 6 juin 2014 sur RTL-TVI

- États-Unis : 4,01 millions de téléspectateurs[16]

- Ignacio Serricchio (Carlo Reni)
- Benito Martinez (Jorge)
- Richard Zeppieri (Romano Genardi)

### Épisode 5:Plus près des étoiles
- États-Unis : 5 juillet 2011 sur USA Network
- Québec : 24 septembre 2012 sur AddikTV
- Belgique : 13 juin 2014 sur RTL-TVI

- États-Unis : 4,81 millions de téléspectateurs[17]

- Jaimie Alexander (Reva Kline)
- Mark Moses (Will)
- Mark Andrada (Brian)

### Épisode 6:Les Randonneuses
- États-Unis : 12 juillet 2011 sur USA Network
- Québec : 1er octobre 2012 sur AddikTV
- Belgique : 13 juin 2014 sur RTL-TVI

- États-Unis : 4,3 millions de téléspectateurs[18]

- Jaimie Alexander (Reva Kline)
- Peter Stormare (Max Kupala)

### Épisode 7:Le Valet de Carreau
- États-Unis : 19 juillet 2011 sur USA Network
- Québec : 8 octobre 2012 sur AddikTV
- Belgique : 20 juin 2014 sur RTL-TVI

- États-Unis : 4,55 millions de téléspectateurs[19]

- Rebecca Mader (Franka)
- Noam Jenkins (Vincent Rossabi)
- Patrick Sabongui (Nasir / Khani)

### Épisode 8:En otage
- États-Unis : 26 juillet 2011 sur USA Network
- Québec : 15 octobre 2012 sur AddikTV
- Belgique : 20 juin 2014 sur RTL-TVI

- États-Unis : 4,36 millions de téléspectateurs[20]

- Sonya Salomaa (Megan Wilkons)
- Yancey Arias (Delgado)
- Emmanuelle Vaugier (Liza Hearn)
- Ben Lawson (Dr. Scott Weiss)
- Hamish McEwan (George Nicassio)

### Épisode 9:Si loin, si proche
- États-Unis : 2 août 2011 sur USA Network
- Québec : 22 octobre 2012 sur AddikTV
- Belgique : 27 juin 2014 sur RTL-TVI

- États-Unis : 4,61 millions de téléspectateurs[21]

- Laara Sadiq (Safia Ramsay)
- Michael Therriault (Andrew Hollman)
- Dylan Taylor (Eric Barber)
- Darren Marsman (Malik)
- Danny McDonald (Alfred Drobis)

### Épisode 10:Une exposition risquée
- États-Unis : 9 août 2011 sur USA Network
- Québec : 29 octobre 2012 sur AddikTV
- Belgique : 27 juin 2014 sur RTL-TVI

- États-Unis : 4,7 millions de téléspectateurs[22]

- Benedict Wong (Shen Yue)
- Nelson Lee (Xi Peng)
- Ben Lawson (Dr. Scott Weiss)
- David Andrews (Steve Barr)

### Épisode 11:Déflagration
- États-Unis : 1er novembre 2011 sur USA Network[23]
- Québec : 5 novembre 2012 sur AddikTV
- Belgique : 4 juillet 2014 sur RTL-TVI

- États-Unis : 2,7 millions de téléspectateurs[24]

- Santiago Cabrera (Xavier Etxarte)
- Matias Varela (Gorka Etxarte)
- Ian Matthews (Karl Schmidt)
- Miranda Millar (Voisine)
- Paulino Nunes (Garcia)
- Jonathan Watton (Cameron)

### Épisode 12:Berlin, mon amour
- États-Unis : 8 novembre 2011 sur USA Network
- Québec : 12 novembre 2012 sur AddikTV
- Belgique : 4 juillet 2014 sur RTL-TVI

- États-Unis : 2,67 millions de téléspectateurs[25]

- Devin Kelley (Parker Rowland)
- Nina Kronjäger (Elsa von Hagen / Petra Müller)
- Urs Remond (Isaak von Hagen)
- Jason Michaels (Miles)

### Épisode 13:Une fille comme toi
- États-Unis : 15 novembre 2011 sur USA Network
- Québec : 19 novembre 2012 sur AddikTV
- Belgique : 11 juillet 2014 sur RTL-TVI

- États-Unis : 2,26 millions de téléspectateurs[26]

- Noam Jenkins (Vincent Rossabi)
- Karan Oberoi (Jacob)
- Damon Runyan (Gerry)
- Marcello Bezina (Fouad Saeed)

### Épisode 14:Mon père, ce traître
- États-Unis : 22 novembre 2011 sur USA Network
- Québec : 26 novembre 2012 sur AddikTV
- Belgique : 11 juillet 2014 sur RTL-TVI

- États-Unis : 2,29 millions de téléspectateurs[27]

- Bruce Davison (Max Langford)
- Alexandra Holden (Grace Langford)
- Jamie Anne Allman (Bebe Langford)
- Michael Therriault (Andrew Hollman)
- Dylan Taylor (Eric Barber)
- Vanessa Matsui (Emily)
- Costin Manu (Adrian Al-Rabeeb)
- Scott Ryan Yamamura (Patrick)

### Épisode 15:Au service de sa majesté
- États-Unis : 29 novembre 2011 sur USA Network
- Québec : 3 décembre 2012 sur AddikTV
- Belgique : 18 juillet 2014 sur RTL-TVI

- États-Unis : 3,22 millions de téléspectateurs[28]

- Tony Curran (Kenneth)
- Devin Kelley (Parker Rowland)
- Navid Negahban (Karim Bichri)

### Épisode 16:Sauver sa peau
- États-Unis : 6 décembre 2011 sur USA Network
- Québec : 10 décembre 2012 sur AddikTV
- Belgique : 18 juillet 2014 sur RTL-TVI

- États-Unis : 3,2 millions de téléspectateurs[29]

- Rena Sofer (Geena)
- Joakim Nätterqvist (Little Magnus)
- Greg Bryk (Nils Crofft)
- Laurie Murdoch (Dr. Kessle)
- Andrew Jackson (Peter)